# والنتینو فویس
والنتینو فویس (ایتالیایی: Valentino Fois; ۲۳ سپتامبر ۱۹۷۳ – ۲۸ مارس ۲۰۰۸) دوچرخه‌سوار اهل ایتالیا بود.